# فرانچسکو بریبانتی
فرانچسکو بریبانتی (به ایتالیایی: Francesco Biribanti) متولد ۱۹۷۶ در ترنی ایتالیا بازیکن سابق تیم ملی والیبال مردان ایتالیا است. فرانچسکو در باشگاه جوانان سیسلی ترویزو رشد کرد.
او سابقه ای طولانی در لیگ ایتالیا دارد و برای تیم‌های لورتو، فانو، راونا، پالرمو، لاتینا، ورونا، کاریلیانو و مودنا بازی کرده‌است. فرانچسکو سابقه حضور در لیگ برتر والیبال ایران را نیز دارد و در تیم‌های شهرداری تبریز و پیکان تهران توپ زده‌است. او اولین بازیکن ایتالیایی تاریخ ورزش ایران بود و با پیراهن پیکان به مقام قهرمانی لیگ برتر والیبال ایران رسید.
او در مسابقات قهرمانی اروپا سال ۲۰۰۳ به قهرمانی رسید.